# Famille d'Estavayer
La famille d'Estavayer est famille noble de Suisse romande, dont les premières mentions remontent à la fin du XIe siècle et qui a possédé la seigneurie d'Estavayer (ancien allemand Stäffis am See), située sur la rive sud du lac de Neuchâtel. Elle a formée plusieurs branches du Moyen Âge tardif à l'époque moderne.

## Origines
Au XIe – XIIe siècle, les seigneurs d'Estavayer contrôlent en partie, avec les familles Font et Saint-Martin, la rive sud du lac de Neuchâtel. La rive nord était sous la domination des Grandson. Le lignage d'Estavayer, tout comme ceux de Font, « pourraient être liés » aux Sigiboldides, une importante famille originaire du Viennois, proche du roi des Deux Bourgognes, Rodolphe III.  Il semble également liés à l'Église de Lausanne.
La première mention de cette famille remonte à un acte du 21 janvier 1143. Il s'agit d'une confirmation de donation pour la fondation de l'abbaye de Montheron, dans laquelle Renaud I et son fils Conon I, sont témoins,. Ces derniers donnent à cette occasion des terres qu'ils possèdent à Cugy, « pour bâtir une grange »,. Le lignage d'Estavayer pourrait avoir fait son apparition au cours du siècle précédent. Le château, installé sur le site dit de Motte-Châtel pourrait avoir été construit au cours du XIe siècle.
Vassale de l'Église de Lausanne, elle entre dans la mouvance des comtes de Savoie, au milieu du XIIIe siècle.

Toutes les branches de la famille sont éteintes.

## Armes et sceaux
Le Dictionnaire historique et biographique de la Suisse (1921) indiquait que leurs armoiries étaient Palé d'or et de gueules de six pièces, à la face d'argent brochant sur le tout, chargée de trois roses de gueules. Certaines branches, comme celles des Estavayer Chenaux, Font, Gorgier, Montagny, ont adopté des variantes.
Le musée cantonal de Fribourg possède un sceau de la châtellenie d'Estavayer du XVIe siècle, portant ces armes de la famille d'Estavayer.

## Possessions
La famille a possédé les seigneuries d'd'Estavayer, Chenaux (commune de Cully), Gorgier, Font, Saint-Martin-du-Chêne, Rueyres-les-Prés, Villargiroud, Molondin, Montet (Broye), Lully (FR), Cugy (FR), ainsi que certains possessions en France, Beauvilliers, Molinons et Tabarly.
Gorgier
La seigneurie de Gorgier a appartenu aux Estavayer du XIIIe siècle à 1359, puis de 1378 à 1433.
Font
Les Estavayer-Chenaux ont eu des droits sur Font jusqu'en 1488.
Grandcour
La famille possède la seigneurie de Grandcour de 1397 à 1403.

## Filiation
Jean Baptiste Guillaume (1758) a proposé une filiation de la famille. Cette dernière a été actualisée par le généalogistes fribourgeois Hubert de Vevey, dans Généalogies de familles fribourgeoises (1935). Ce dernier propose ainsi une généalogie partielle entre la fin du XIIe et le XVIIIe siècle.

### Branche ainée
Hugo d'Estavayer.

Son épouse est inconnue, il a Lambert qui suit.
Lambert d'Estavayer.

Son épouse est inconnue, il a Robert qui suit.
Robert d'Estavayer, (? - avant 1118), seigneur d'Estavayer.

Il épouse Isabelle de qui il a Reynald qui suit.
Reynald Ier d'Estavayer, (? - après 1156), seigneur d'Estavayer.

Son épouse est inconnue, il a :

- Conon Ier qui suit,
- X..., il épouse Aleaz de Font.

Conon Ier d'Estavayer, (? - après 1187).

Son épouse est inconnue, il a :
- Wuillelme qui suit ;
- Reynald II qui fait la branche cadette ;
- Conon/Cuno, (? - 19 août 1243/44), chanoine de la cathédrale de Lausanne en 1200, Prévôt du chapitre en 1202, administrateur de l'évêché à partir de 1211, auteur du « Cartulaire de Lausanne », rédigé entre 1202 et 1242 avec Raymond de Font, relatant la chronique de cette ville dont les archives avaient été perdues dans l'incendie de 1235.

Wuillelme d'Estavayer, (? - 1241/44), seigneur d'Estavayer.

Il épouse Wuillelma de qui il a :
- Conon II qui suit ;
- Wuillemette.

Conon II d'Estavayer, (? - 1227/30).

Il épouse Ponce de qui il a :
- Reynald III ;
- Wuillelme II ;
- Jean II.

Wuillelme II d'Estavyer, (? - avant le 10 octobre 1299), seigneur d'Estavayer.

Il épouse Sibille de Vuicherens de qui il a :
- Aymon ;
- Lyonette, elle épouse Frédèric d'Olleyres ;
- Henri II, seigneur d'Estavayer, seigneur de Ruyeres, il épouse en premières noces Jeanne de Vuippens, puis en secondes noces Agnelette Senechal ;
- Richard Ier, seigneur d'Estavayer ;
- Aymon Ier qui suit ;
- Wuillelme V, seigneur d'Estavayer, son épouse est inconnue, il a Mermette qui épouse Pierre de Villars ;
- Jehan ;
- Alexie.

Aymon Ier d'Estavayer, (? - 1350/51), seigneur d'Estavayer.

Il épouse Jeannette, fille de Jean de Vuicherens et de Jordane de Saint-Martin, de qui il a :
- Hugues/Hugon qui suit ;
- Henri III, (1341 - ?), co-seigneur d'Estavayer, seigneur de Ruyeres et d'Aumont, il épouse Ysabelle, fille d'Humbert de Billens et de Jeanne de Cossonay ;
- Marguerite, dame d'Estavayer ;
- Aléxie.

Hugues/Hugon d'Estavayer, (? - 1384), seigneur d'Estavayer.

Il épouse en 1341 Marguerite, (? - 1402), fille de Guillaume II de Blonay et de Mermette de Billens, de qui il a :
- Jean qui suit ;
- Jeannette, (? - 12 août 1386).

Jean d'Estavayer, (? - 1420/21), seigneur d'Estavayer.

Il épouse Isabelle, fille d'Humbert de Colombier, de qui il a :
- Wuillelme V ;
- Hugonin, seigneur d'Estavayer, de Font, de Saint-Martin et de Molondin, il épouse Isabelle de Bussy ;
- Louis qui suit,
- François ;
- Jean ;
- Petronille, elle épouse Loys d'Arbignon ;
- Henri ;
- Marguerite, elle épouse Wuillelme Bandelet.

Louis d'Estavayer, (? - 1463), seigneur d'Estavayer, chambellan du duc de Savoie.

Il épouse en premières noces Jeanne de Saint-Mauris, puis en secondes noces Nicolette de Chatonnaye, il a :

Du premier mariage :
- Claude qui suit,
- Jean, (? - après 1513), seigneur de Bussy et de Mezieres, bailly de Vaud, il épouse en premières noces Françoise, (? - avant 1487), fille d'Humbert de Cerjat et d'Alice de Lavigny, puis en secondes noces le 7 avril 1452 Charlotte de Vergy, (? - après le 28 mai 1514),
- Isabelle, (? - 17 juin 1505),
- Humbert,

Du second mariage :
- Pierre II, seigneur de Saint-Martin-du-Chene et de Molondin.

Claude d'Estavayer, (? - Payerne le 28 octobre 1475), seigneur d'Estavayer.:

Il épouse Catherine, dame de Cugy, fille de Jacques de Glanes et d'Anne d'Estavayer, de qui il a :
- Louis II,
- Philippe qui suit,
- Jacques, (? - juillet 1530),
- Richard II, (? - 1528),
- Jeanne, (? - 1513), elle épouse vers 1477 Louis Cerjat,
- Anne, elle épouse Pierre de La Molière.

Philippe d'Estavayer, (? - avant le 26 janvier 1528), co-seigneur d'Estavayer.

Il épouse en 1484 Charlotte, (? - 1526), fille de Pierre de Luxembourg et d'une maîtresse, de qui il a : 
- Jehan XII, de Rueyeres, de Mezieres-le-Jorat, de Molondin et d'Aumont Seigneur de Bossens Claudine de Vuippens
- François II, (? - 1553), seigneur de Mézières, de Sorel et de Guitemont, il épouse Guillemette de Ricamez, (? - après le 22 décembre 1587), dame de Maulde,
- Charles,
- Jacqueline, elle épouse Bernard de Goumoëns.

Jean d'Estavayer, (1518 - Biolley le 9 septembre 1547), seigneur d'Estavayer.

Il épouse en 1534 Claudine, (Vaud vers 1526 - vers 1572), fille de Girard de Vuippens et de Claudine de Goumoëns, de qui il a :
- François, (? - 15 septembre 1583), il épouse Charlotte du Fresnois dite « Martin »,
- Jean Baptiste, (? - avant le 26 avril 1603), seigneur de Bussy, Forel et Mézière, il épouse le 6 avril 1577 Benoîte, fille de Jean Michel de Blonay et de Jeanne Joffrey,
- Susanne, elle épouse le 19 décembre 1558 Michel de Gingins, (Divonne le 2 janvier 1531 - Divonne 1599),
- Philippe, (? - Estavayer 17 novembre 1579), il épouse le 26 janvier 1575 Barbe, (12/22 juillet 1558 - Grandcour 1583), fille de Georges de Diesbach et de Marguerite Werly,
- Madeleine,
- Nicolas, (1547 - janvier 1567).

### Branche cadette
Reynald II d'Estavayer, (? - avant 1260), seigneur d'Estavayer. Il est le fils de Conon Ier d'Estavayer.

Il épouse Sybille, fille de Berthold de Neuchâtel, de qui il a :
- Wuillelme II qui suit,
- Pierre Ier, co-seigneur d'Estavayer,
- Henri Ier, (? - 1230),
- Jacques Ier, co-seigneur d'Estavayer, il épouse en premières noces Jordane, fille de Girard de Grandson et d'Antonie d'Oron, puis en secondes noces Isabelle,
- Aulde,
- Clémence,
- Jean Ier, co-seigneur d'Estavayer,
- Reynald, co-seigneur d'Estavayer, il épouse Jehanne de Joux.

Wuillelme II d'Estavayer, (? - après 1276), seigneur d'Estavayer.

Son épouse est inconnue, il a :
- Pierre II qui suit,
- Wuillelme, (? - 20 octobre 1326).

Pierre II d'Estavayer, (? - après le 6 mars 1322), seigneur d'Estavayer, Lord of Tipperary (1286).

Il épouse Jeanne, (? - après le 24 juin 1319), fille d'Henri II de Joux et de Guillemette de Montbéliard, de qui il a :
- Pierre III qui suit,
- Marie, elle épouse Rollin d'Estavayer.

Pierre III d'Estavayer, (? - 1333), seigneur d'Estavayer.

Il épouse Isabelle, (? - après 1379), fille d'Étienne de Lucinge et d'Henriette, de qui il a :
- Althaud/Arthaud, co-seigneur d'Estavayer en 1356 avec son frère Pierre[11], seigneur de Gorgier, il épouse Brusete de Yens,
- Philippe,
- Wuillelme,
- Girard IV,
- Pierre IV qui suit,
- Catherine.

Pierre IV d'Estavayer, (? - 1377/78), dit « Perrod », seigneur d'Estavayer. Vassal de Louis Ier de Neuchâtel en 1344.

Il épouse Guillemette, (? - après le 12 juin 1349), fille de Dimanche Asinier de Salins-la-Tour et d'Isabelle de La Roche-sur-l'Ognon, de qui il a :
- Jean VI qui suit,
- Wuillelme VII (ou Guillaume), (? - 1398), seigneur de Vully et Gorgier (qu'il reçoit de la part d'Isabelle de Neuchâtel en 1378[10]), co-seigneur d'Estavayer, il épouse en premières noces Marguerite, co-dame d'Estavayer, dame de Forel, de Morens, de Bussy et de Sevaz, fille d'Aymon d'Estavayer et de Jeannette de Vuicherens, puis en secondes noces le 7 février 1369 il épouse Nicole Boneta de Salins, (? - 1er mai 1410),
- Jehannette, dite « de Gorgier »,
- Jean VII.

Jean VI d'Estavayer, (? - 1403/04), chevalier, co-seigneur d'Estavayer, de Gorgier et de Curtaillon. Il succède à son frère après son décès en 1398. En 1425 Saint-Aubin-Sauges était détaché de la seigneurie.

Il épouse en premières noces Mahaut, (? - après 18 mars 1385), fille d'Odon/Othon de Salins-la-Bande et d'Oda, puis en secondes noces Marguerite.

Du premier mariage il a :
- Pierre VII,
- Anselme qui suit,
- Nicolette, elle épouse en premières noces Nicolet Palouset, (? - Nicopolis 29 septembre 1396), écuyer et bourgeois de Salins, puis en secondes noces Othon de Lavigny,
- Pierre VIII, il épouse Gez de Mesières.

D'une relation hors mariage il a Jean.
Anselme d'Estavayer, (? - 1465). Écuyer, co-seigneur d'Estavayer, de Saint-Aubin, de Curtaillon et de Gorgier. Il cède tous ses droits sur Gorgier à son fils Jacques en 1427.

Il épouse Guyette Palouset, (? - après le 21 février 1443), issue de la bourgeoisie de Salins, de qui il a :
- Jacques V qui suit,
- Jeanne, elle épouse en premières noces Regnaut du Colombier, puis en secondes noces le 20 septembre 1428 Gérard Loyte, issu de la bourgeoisie de Salins, de qui elle eut Philippe, seigneur d'Aresches, maître d’hôtel de Maximilien d'Autriche et vainqueur de la bataille de Dournon et Louis. Ce dernier, écuyer, héritait des parts de son oncle Jean en 1465, Louis eut Denis (écuyer seigneur d'Aresches il épousait Catherine de Vaudrey) et Guyette (elle épousait Jean de Chavirey) ,
- Jean VIII, co-seigneur d'Estavayer, il épouse Henriette de Chissey.

Jacques V d'Estavayer, (? - avant le 31 janvier 1460), seigneur d'Estavayer. En 1433 il vend l'ensemble de ses terres à Jean Ier de Neuchâtel-Vaumarcus.

Il épouse Jeanne, (? - après le 22 février 1474), fille de Jean Poncy, de qui il a Guyon qui suit.
Guyon d'Estavayer.

Son épouse est inconnue, il a :
- Jacques qui suit,
- Jeanne, elle épouse de Georges d'Usie, écuyer,
- Guillemette, elle épouse de Guy de Vaudrey, écuyer.

Jacques d'Estavayer, écuyer.

Il épouse Marie du Lardelet de qui il a Jeanne, héritière de la branche, qui se marie en 1490 avec Jean de Montfort-Taillant, chevalier et seigneur de Montfort.

## Personnalités
branche aînée
- Conon d'Estavayer († v. 1243/1244), chanoine de la cathédrale de Lausanne (1200), prévôt du chapitre (1202), administrateur de l'évêché à partir de 1211[12].
- Anne d'Estavayer, abbesse de La Maigrauge (1314-1315)[3].
- Jean d'Estavayer († apr. 1513), au service des Savoie, écuyer de Jacques de Savoie, comte de Romont, gouverneur et capitaine du comté de Marle (1484), capitaine des ville et château de Ham (1486), bailli de Vaud (1489-apr.1513), tuteur et conseiller de la duchesse de Savoie, Blanche, député à la Diète de Baden (1506 et 1509)[13].

branche des seigneurs d'Estavayer, Rueyres-les-Prés et Villargiroud
- Claude d'Estavayer (v. 1483-† apr. mars 1534 et la fin de l'année 1535), personnalité religieuse de la Savoie et de la Suisse, notamment abbé commendataire de l'abbaye d'Hautecombe et évêque de Belley[14].
- Catherine d'Estavayer († 1527), prieure des dominicaines d'Estavayer (1505-1527)[3].

branche des seigneurs d'Estavayer-Cugy
- Gérard d'Estavayer († apr. 1423), donzel (1379), chevalier (1386), coseigneur d'Estavayer, seigneur de Cugy, tue Othon III de Grandson dans un duel à Bourg-en-Bresse (1397)[15].

branche d'Estavayer-Molondin, scindée en tige de Montet et de Lully
- Philippe III († 1527), bourgeois de Soleure (1607)[3].
- Jacques d'Estavayer-Molondin (1601-1664), alias Jacques de Stavay-Molondin, seigneur de Molondin, membre du Grand Conseil de Soleure (dès 1642), du Petit Conseil (dès 1649), carrière diplomatique et militaire au service de France, puis au service du prince de Neuchâtel, reçoit à la bourgeoisie d'honneur de La Chaux-de-Fonds (1659)[16].
  - François Louis Blaise d'Estavayer-Molondin (1639-1692), fils du précédent, seigneur de Molondin, officier, membre du Grand Conseil de Soleure (dès 1661), du Petit Conseil (dès 1664), conseiller d'Etat de la principauté de Neuchâtel (1663), gouverneur de la principauté (1679-1682)[17].
    - François Henri d'Estavayer-Molondin (1673-1749), fils du précédent, seigneur de Molondin et de Barberêche, membre du Grand Conseil de Soleure (dès 1690), du Petit Conseil (dès 1702), gouverneur de la principauté (1699-1707), bailli du Bucheggberg (1708-1711), Altrat (1715), conseiller secret (1740)[18].
- Laurent d'Estavayer-Montet (1608-1686), frère de Jacques, seigneur de Montet, officier, membre du Grand Conseil de Soleure (dès 1657)[19].
  - François Jacques d'Estavayer-Montet (1642-1714), fils du précédent, officier au service de France, seigneur de Montet, membre du Grand Conseil de Soleure (dès 1663), du Petit Conseil (dès 1684, Altrat en 1693), gouverneur de la principauté (1694-1699), bailli de Kriegstetten (1704 à 1706), membre du Conseil secret (1713)[20].
- Urs d'Estavayer-Lully (1610-1678), frère de Jacques et Laurent, officier au service de France, capitaine aux Gardes suisses (1638), conseiller d'Etat à Neuchâtel (1657), succède à son frère Jacques comme gouverneur de la principauté (1664), bourgeois d'honneur de La Chaux-de-Fonds (1659)[21].
- Laurent d'Estavayer (1685-1743), seigneur de Lully, officier, membre des Conseils des Deux-Cents et des Soixante, chevalier de Saint-Louis (1716)[22].
- François Jacques d'Estavayer-Montet (1712-1786), seigneur de Montet, officier au service de France, membre du Grand Conseil de Soleure (dès 1736), chevalier de l'ordre de Saint-Louis[23].

### Fonds d'archives
- Fonds : Famille d'Estavayer (1253-1904).  Cote : ESTAVAYER. Archives de l'État de Neuchâtel (présentation en ligne).
- Maurice de Tribolet, Répertoire sommaire du fonds d'Estavayer, Archives de l'Etat de Neuchâtel, 1982.